# Drosophila franii
Drosophila franii este o specie de muște din genul Drosophila, familia Drosophilidae, descrisă de Hunter în anul 1988.
Este endemică în Columbia. Conform Catalogue of Life specia Drosophila franii nu are subspecii cunoscute.